# Stenhelia glacialis
Stenhelia glacialis is een eenoogkreeftjessoort uit de familie van de Miraciidae. De wetenschappelijke naam van de soort is voor het eerst geldig gepubliceerd in 1918 door Brady.